# Kittilä
Kittilä (severosámsky Gihttel, inarijskou sámštinou Kittâl) je finská obec v provincii Laponsko a rekreační letovisko 130 km severně od Rovaniemi. V roce 2017 zde žilo přes 6 300 obyvatel. Kittilä se rozkládá na území 8 280,68 km² (153,85 km² připadá na vodní plochy). Hustota zalidnění činí 0,7 obyvatel na km².
Na území Kittilä se nachází lyžařské středisko Levi, které se hodí jak pro sjezdové lyžování, tak pro výlety na běžkách. Oblíbeným cílem pěších výletů je hora Kätkätunturi.
V červnu 2006 bylo oznámeno, že kanadská důlní společnost Agnico-Eagle Mines v Kittilä otevře nový zlatý důl. Po dokončení stavebních prací bude tento důl největším zlatým dolem Evropy. Podle odhadů odborníků jsou v dole zásoby přinejmenším tří milionů uncí čistého zlata (asi 1,8 mld USD). Očekává se, že důl bude produkovat v průměru 150 000 uncí zlata ročně minimálně 13 let.
V Kittilä se nachází rovněž letiště. Jeho terminál byl 27. června 2006 těžce poničen při požáru.

## Osobnosti
- Arto Paasilinna (1942–2018), spisovatel
- Reidar Särestöniemi (1925–1981), malíř